# Tetraponera extenuata
Tetraponera extenuata is een mierensoort uit de onderfamilie van de Pseudomyrmecinae. De wetenschappelijke naam van de soort is voor het eerst geldig gepubliceerd in 2001 door Ward.